# Enriqueta Amàlia d'Anhalt-Dessau
Enriqueta Amàlia d'Anhalt-Dessau -en alemany Henriette Amalie von Anhalt-Dessau- (Clèveris, Sacre Imperi el 16 d'agost de 1666 -castell de Oranienstein, Dietz, 18 d'abril de 1726) fou una noble alemanya, filla del príncep Joan Jordi II d'Anhalt-Dessau (1627-1693) i d'Enriqueta Caterina de Nassau (1637-1708).
En morir el seu marit Enric Casimir, el 1696, va actuar fins al 1707 com a regent del seu fill Joan Guillem que amb només 9 anys havia heretat tots els títols del seu pare, governador de Frísia, Groningen i Drenthe.

## Matrimoni i fills
El 26 de novembre de 1683 es va casar amb el seu cosí Enric Casimir II de Nassau-Dietz (1657-1696), fill de Guillem Frederic (1613-1664) i d'Albertina Agnès d'Orange-Nassau (1634-1696). El matrimoni va tenir nou fills: 
- Guillem (1685-1686)
- Enriqueta (1686-1754)
- Joan Guillem (1687-1711), príncep d'Orange casat amb Maria Lluïsa de Hessen-Kassel (1688-1765).
- Amàlia (1689-1711)
- Sofia (1690-1734), casada amb el duc Carles II de Mecklenburg-Schwerin (1678-1747)
- Elisabet (1692-1757), casada amb el príncep Cristià de Nassau-Dillenbourg (1688-1739)
- Joana (1693-1755)
- Lluïsa (1695-1765)
- Enriqueta (1696-1736)